# Billy Conigliaro
William Michael Conigliaro (Revere, 15 de agosto de 1947 – Beverly, 10 de febrero de 2021) fue un beisbolista profesional estadounidense que jugaba en la posición de jardinero.

## Biografía
Nacido en Revere, Massachusetts, Conigliaro debutó en las Grandes Ligas de Béisbol en 1969. Durante su carrera jugó para los clubes Boston Red Sox (1969–1971), Milwaukee Brewers (1972) y Oakland Athletics (1973). Era el hermano menor de Tony Conigliaro, con quien compartió equipo en los Red Sox entre 1969 y 1970.
Falleció el 10 de febrero de 2021 en su hogar en Beverly, Massachusetts a los setenta y tres años.

## Clubes
- Boston Red Sox (1969–1971)
- Milwaukee Brewers (1972)
- Oakland Athletics (1973)